# Sistemas de trabajo en el Imperio incaico

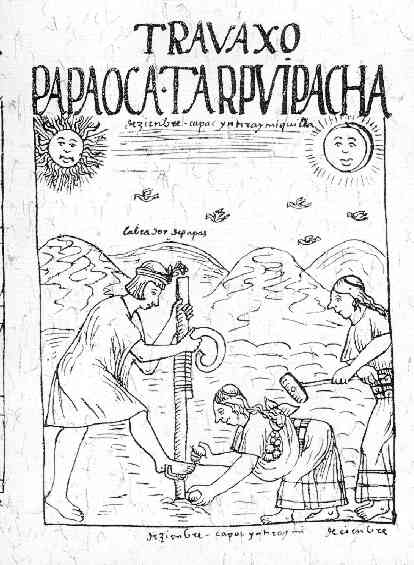
Travaxo. Papa oca tarpui pacha (1615/1616), de Felipe Guamán Poma de Ayala, en Primer nueua crónica y buen gobierno.

El trabajo representó la principal actividad del Imperio incaico y presentó estas formas: ayni, minka y mita.

## Minka o Minca
La minca (mink'a o minga en quechua, minga del quechua minccacuni «solicitar ayuda prometiendo algo») es una tradición incaica de trabajo comunitario o colectivo voluntario con fines de utilidad social, o de carácter recíproco donde concurrían muchas familias portando sus propias herramientas y alimento. Las familias participaban en la construcción de locales, canales de riego, fortalezas, minas, cultivo de tierras estatales, así como la ayuda en la chacra de las personas incapacitadas, huérfanos y ancianos. Cuando el ayllu convocaba al trabajo de la minka, y las personas que no asistían al trabajo eran expulsados del ayllu por eso se llaman así.

## Ayni
Era un sistema de trabajo de reciprocidad familiar entre los miembros del ayllu, destinado a trabajos agrícolas y a las construcciones de casas. El ayni consistía en la ayuda de trabajos que hacía un grupo de personas a miembros de una familia, con la condición que esta correspondiera de igual forma cuando ellos la necesitaran, y en retribución se servían comida y bebida durante los días que se realizaba el trabajo. Esta tradición continúa en muchas comunidades campesinas del Perú, ayudándose en las labores de cocina, pastoreo y construcción de viviendas.

## Mita
Era un sistema de trabajo comunitario a favor del Estado Imperial del Tahuantinsuyo, donde se movilizaban multitudes de personas a trabajar por turno en labores de construcción de caminos, puentes, fortalezas, centros administrativos, templos, acueductos, explotación de minas, etc. Existía una mita para servicios especiales como las labores de cargueros del Sapa Inca, músicos, chasquis y danzantes, los obligados a cumplir esta labor eran los adultos hombres casados, mas no las mujeres, cuya edad estaba entre los 18 y 50 años, 